# Martin Šrejl
Martin Šrejl (* 25. října 1965, Plzeň) je bývalý český fotbalový útočník.

## Fotbalová kariéra
V československé lize hrál za Bohemians Praha. Nastoupil v 5 ligových utkáních a dal 1 gól. V 1. lize debutoval 4. března 1990. V nižších soutěžích hrál za SK Alfa Brandýs nad Labem, 1. FC Brümmer Česká Lípa a FK Chmel Blšany.

## Ligová bilance
| Ročník                                   | Zápasy | Góly | Minuty | Klub                      |
| ---------------------------------------- | ------ | ---- | ------ | ------------------------- |
| 1. československá fotbalová liga 1989/90 | 5      | 1    | 435    | Bohemians Praha           |
| 2. česká fotbalová liga 1993/94          | -      | -    | -      | SK Alfa Brandýs nad Labem |
| 2. česká fotbalová liga 1994/95          | -      | -    | -      | FK Chmel Blšany           |
| 1. LIGA CELKEM                           | 5      | 1    | 435    |                           |